# 3855 Pasasymphonia
3855 Pasasymphonia este un asteroid din centura principală, descoperit pe 4 iulie 1986 de Eleanor Helin.